# Landing Gear
Landing Gear (ランディングギア?, Randingu Gia) è un videogioco 3D in grafica poligonale per arcade, sviluppato e pubblicato dalla Taito nel 1996. È un simulatore di volo, seguito del fortunato Top Landing.

## Modalità di gioco
I comandi sono quasi gli stessi di Top Landing con una leva dell'acceleratore, ma il volante è stato cambiato in un joystick, il quale dispone di un pulsante usato per cambiare punto di vista.
All'inizio della partita viene chiesto di scegliere il livello di difficoltà tra "Beginner" (principiante) o "Expert" (esperto), ambedue composti da quattro livelli. Come nel gioco precedente, il giocatore inizia con la fase di decollo. In questo titolo, l'aereo pilotato differisce a seconda della difficoltà e compaiono idrovolanti, aerei da caccia, navette spaziali, ecc. Gli aerei da caccia hanno molta potenza e le navette spaziali sono difficili perché sono in uno stato di planata in cui il motore non può essere utilizzato. Inoltre, le piste su cui si atterra non sono solo aeroporti, ma hanno anche un'ampia varietà di atterraggi come su dighe o su portaerei.
Infine, se il giocatore supera il limite di tempo, cade o esce dal percorso, va in game over.